# Tiberiu Negrean
Tiberiu Negrean (Kolozsvár, 1988. szeptember 1. –) román válogatott vízilabdázó, olimpikon, a CSM Oradea játékosa.

## Nemzetközi eredményei
- Európa-bajnoki 9. hely (Málaga, 2008)
- Világbajnoki 12. hely (Sanghaj, 2011)
- Európa-bajnoki 8. hely (Eindhoven, 2012)
- Olimpiai 10. hely (London, 2012)
- Világbajnoki 13. hely (Barcelona, 2013)
- Európa-bajnoki 8. hely (Budapest, 2014)
- Európa-bajnoki 10. hely (Belgrád, 2016)